# NHL 99
NHL 99 é um jogo eletrônico de hóquei no gelo baseado na liga NHL desenvolvido pela Electronic Arts do Canadá lançado em 30 de setembro de 1998 para Microsoft Windows, PlayStation e Nintendo 64, sendo esse o único jogo da série lançado para o console da Nintendo.